# 厄瓜多爾天主教大學
厄瓜多爾天主教大學體育會（Club Deportivo Universidad Católica del Ecuador），又名基多天主教大學或卡圖尼卡大學，是一支位於基多的厄瓜多爾職業足球會，成立於1963年，現時於厄甲作賽。